# The Punisher (bande originale)
Pour les articles homonymes, voir The Punisher.
The Punisher est un album dans lequel le groupe Seether a participé à la bande originale du film The Punisher sorti en 2004.

## Liste des chansons
1. Step Up (Drowning Pool)
2. Bleed (Puddle of Mudd)
3. Slow Motion (Nickelback)
4. Never Say Never (Queens of the Stone Age)
5. Broken (Amy Lee et Seether)
6. Finding Myself (Smile Empty Soul)
7. Lost In A Portrait (Trapt)
8. Still Running (Chevelle)
9. Ashes To Ashes (Jerry Cantrell)
10. Sold Me (Seether)
11. Eyes Wired Shut (Edgewater)
12. Slow Chemical (Finger Eleven)
13. End Has Come (Jason Miller, Ben Moody)
14. Piece By Piece (Strata)
15. Bound To Violence (Hatebreed)
16. Sick (Seven Miser)
17. Complicated (Submersed)
18. Time For People (Atomship)
19. In Time (Mark Collie)